# 봉림중학교 (서울)
봉림중학교(奉林中學校)는 대한민국 서울특별시 관악구 봉천동에 있는 공립 중학교이다.

## 학교 연혁
- 1988년 12월 24일 : 봉림중학교 30학급 설립 인가
- 1989년 3월 1일 : 초대 김창신 교장 취임
- 1989년 3월 2일 : 제1회 입학식, 남자 270명, 여자 267명 계 538명 (10학급)
- 1989년 3월 13일 : 교사 준공
- 1991년 2월 27일 : 증축교사 완공 (10실)
- 1992년 2월 13일 : 제1회 졸업식 (남 269명, 여 269명 계 538명)
- 2021년 2월 5일 : 제30회 졸업식 90명, 총 졸업생 8,617명
- 2021년 3월 2일 : 제33회 입학식 88명 (4학급 남 57명, 여 31명)
- 2021년 9월 1일 : 제11대 전혜진 교장 취임

## 참고 자료
- 봉림중학교 - 한국교육학술정보원 학교알리미